# Me (mitologie)

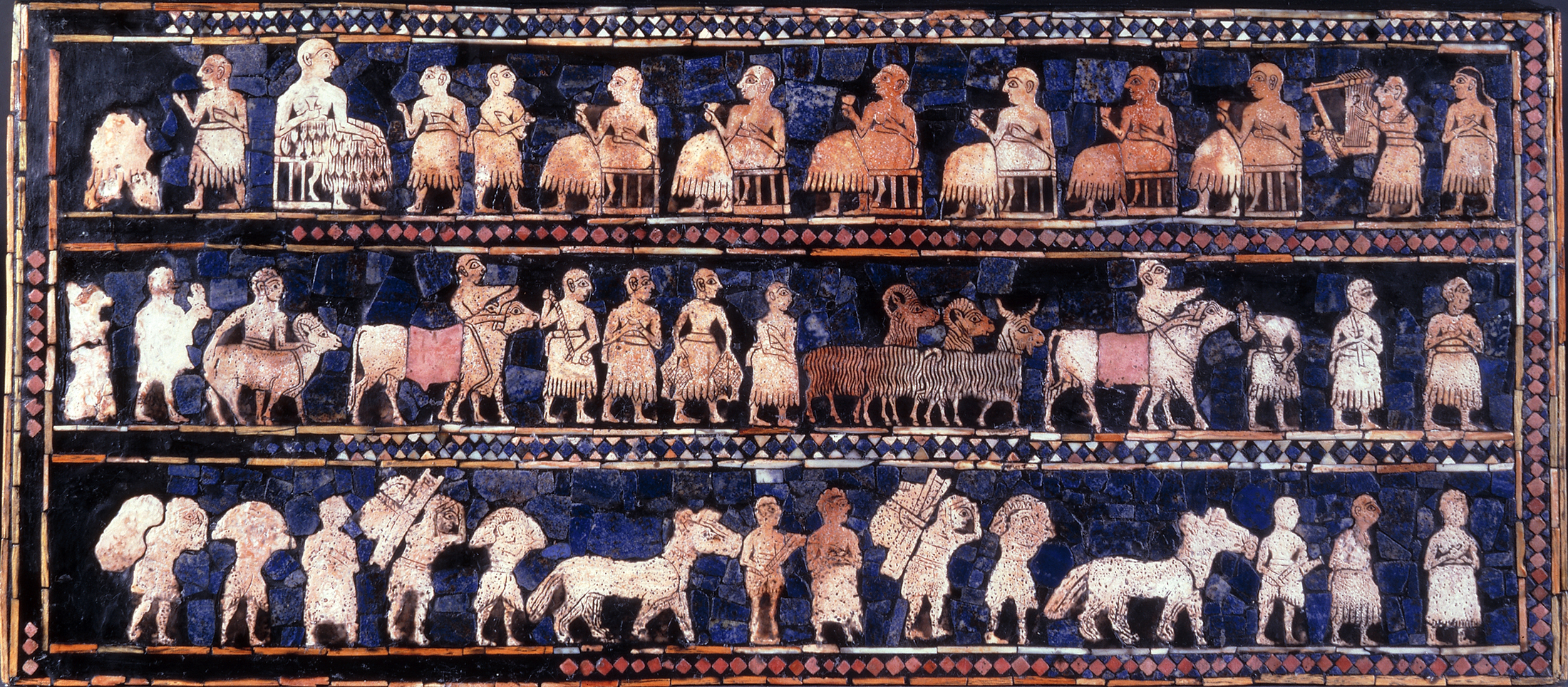
"Fața păcii" a Stindardului din Ur, care reprezintă societatea sumeriană - lugalul și nobilii săi se află pe cel mai înalt palier, iar supușii pe cele inferioare.

În Mitologia mesopotamiană, conceptul de me (𒈨, în sumeriană me, în akkadiană paršu) reprezintă forța ordinii care face posibilă buna funcționare a instituțiilor, a tehnologiilor, practicarea religiilor, și care stă la baza civilizației. Me stă la baza relației dintre oameni și zei.
Conceptul de me este adânc asociat cu sistemul ierarhic. Acesta implică împărțirea societății în numeroase paliere, în funcție de rolul fiecărei persoane. Legătura dintre nivelele inferioare a omenirii și cele superioare a zeilor este reprezentată de lugal (rege), care își obține dreptul de guvernare prin legitimitatea oferită de zei, reprezentâmnd așadar o formă foarte timpurie de ideologie carismatică.
Conform miturilor sumeriene, me a fost creat de zeul cunoașterii și al inteligenței, Enki, pentru a le putea oferi locuitorilor urbei aflată sub protecția sa, Eridu, posibilitatea de a se conduce singuri. Enki este păcălit de zeița iubirii și a războiului, Inanna, care îi fură secretul cunoașterii me-ului, înainte de a-l oferii propriilor săi supuși de la Uruk. Prin acest vicleșul, me a fost răspândit mai întâi în Sumer și apoi în toată lumea, răspândind civilizația, societatea, și statalitatea regală.